# Chester Moor Hall
Chester Moor Hall, auch Chester Moore Hall, Chester More Hall, (* 9. Dezember 1703 in Leigh, Essex; † 17. März 1771 in Sutton, Surrey) war ein englischer Jurist und Mathematiker.

## Leben
Er stellte Berechnungen zur Vermeidung der chromatischen Aberration an und erfand um 1733 die achromatische Linse. Er baute auch ein achromatisches Teleskop. Erste Veröffentlichungen darüber stammten aber von John Dollond, der auch das Patent dafür erhielt.